# Nupserha bidentata
Nupserha bidentata là một loài bọ cánh cứng trong họ Cerambycidae.